# 茅野山
茅野山（ちのやま）は、新潟県新潟市江南区の町字。現行行政地名は茅野山一丁目から茅野山三丁目と大字茅野山。住居表示は一丁目から三丁目が実施済み区域、大字が未実施区域。郵便番号は950-0144。

## 概要
1889年（明治22年）から現在の大字。信濃川水系小阿賀野川下流域右岸に位置する。
もとは江戸時代から1889年（明治22年）まであった茅野山村の区域の一部で、地名の由来は村の開発当時、砂丘上にチガヤ（アマズコ）が繁茂していたという説がある。

### 隣接する町字
北から東回り順に、以下の町字と隣接する。
- 荻曽根
- 梅見台
- 手代山
- 日水
- 城山
- 城所
- 二本木
- 割野
- 亀田早通
- 泥潟
- 泉町

## 歴史
開発年代は1598年（慶長3年）から1612年（慶長17年）とされるが、1610年（慶長15年）が確かであるとされる。

### 分立した町字
1889年（明治22年）以後に、以下の町字が分立。
手代山（てしろやま）
茅野山から分立した町字。
日水（ひみず）
茅野山から分立した町字。
梅見台（うめみだい）
2007年（平成19年）7月30日に分立した町字。

### 年表
- 1889年（明治22年）4月1日 : 合併により茅ノ城村の大字となる。
- 1890年（明治23年）3月14日 : 茅ノ城村の改名により、茅城島村の大字となる。
- 1901年（明治34年）11月1日 : 合併により亀田町の大字となる。
- 2005年（平成17年）3月21日 : 合併により新潟市の大字となる。
- 2007年（平成19年）4月1日 : 新潟市の政令指定都市移行により、江南区の大字となる。

## 世帯数と人口
2018年（平成30年）1月31日現在の世帯数と人口は以下の通りである。
| 丁目         | 世帯数  | 人口  |
| ------------ | ------- | ----- |
| 茅野山一丁目 | 54世帯  | 152人 |
| 茅野山二丁目 | 56世帯  | 175人 |
| 計           | 110世帯 | 327人 |

## 小・中学校の学区
市立小・中学校に通う場合、学区は以下の通りとなる。
| 丁目         | 番地 | 小学校             | 中学校               |
| ------------ | ---- | ------------------ | -------------------- |
| 茅野山一丁目 | 全域 | 新潟市立早通小学校 | 新潟市立亀田西中学校 |
| 茅野山二丁目 | 全域 | 新潟市立早通小学校 | 新潟市立亀田西中学校 |
| 茅野山三丁目 | 全域 | 新潟市立早通小学校 | 新潟市立亀田西中学校 |

## 主な企業・施設
- 新潟市亀田総合運動公園
  - 新潟市亀田総合体育館
- 新潟市江南区文化会館

## 交通

### 道路
- 国道49号
  - 亀田バイパス
    - 茅野山IC
- 国道403号
  - 新津バイパス

### バス
- 新潟市江南区区バス・住民バス - 「区バス」「カナリア号」